# Silverwing (série télévisée d'animation)
Pour les articles homonymes, voir Silverwing.
Silverwing est une série télévisée d'animation canadienne en treize épisodes de 26 minutes, créée d'après le roman éponyme de Kenneth Oppel, produite par Bardel Entertainment, et diffusée entre le 3 septembre et le 14 décembre 2003 sur Teletoon et Télétoon.

## Synopsis
Un jour, un chauve-souriceau nommé « Ombre Aile d'Argent » ose regarder le soleil. C'est alors qu'une longue suite d'aventures commence pour lui.

## Voix québécoises
- Guillaume Champoux : Ombre
- Éveline Gélinas : Marina
- Hélène Lasder : Ariel
- Élizabeth Chouvalidzé : Frieda
- Anne Caron : Bethsabée
- Pierre Chagnon : Général Brutus

 Source et légende : version québécoise (VQ) sur Doublage.qc.ca

## Épisodes
1. À la poursuite du soleil (A Glimpse of the Sun)
2. L'Ïle salvatrice (No Bat Is an Island)
3. Pigeons voyageurs (Pigeon Court)
4. Le Clocher (Bat in the Belfry)
5. Sombre alliance (Dark Alliance)
6. Les Tours de feu (Friends in Deed)
7. Ni noir, ni blanc (Everything is not Black and White)
8. Trompeuse apparence (Deception)
9. Le Secret des anneaux (I'm with the Band)
10. Les Rats (Rats)
11. La Mine (Strange Batfellows)
12. Hibernaculum (Hibernaculum)
13. Jugement final (Day of Judgment)